# Forbidden Zone (film)
Pour les articles homonymes, voir Forbidden Zone.
Pour plus de détails, voir Fiche technique et Distribution.
Forbidden Zone est un film américain réalisé par Richard Elfman, sorti en 1982.

## Synopsis
La famille Hercule s'installe dans sa nouvelle demeure californienne et découvre dans la cave une porte qui donne accès à la sixième dimension, un univers loufoque peuplé de personnages complèment bizarres : un roi nain, une reine jalouse, des courtisanes en bikini et Satan en personne.

## Fiche technique
- Titre : Forbidden Zone
- Réalisation : Richard Elfman
- Scénario : Matthew Bright, Richard Elfman, Nicholas James et Nick L. Martinson
- Production : Gene Cunningham, Marie-Pascale Elfman, Richard Elfman, Nicholas James et Martin Nicholson
- Société de production : Hercules Films Ltd.
- Distribution : Samuel Goldwyn Company (1982)
- Musique : Danny Elfman
- Photographie : Gregory Sandor
- Montage : Nicholas James et Martin Nicholson
- Décors : Marie-Pascale Elfman
- Pays d'origine : États-Unis
- Langue : anglais
- Format : Noir et blanc - 1,85:1 - Mono - 35 mm
- Genre : comédie, fantastique, musical
- Durée : 73 minutes
- Dates de sortie : 21 mars 1982 (États-Unis), 25 avril 1984 (France)

## Distribution
- Hervé Villechaize : le roi Fausto de la sixième dimension
- Susan Tyrrell : la reine Doris de la sixième dimension / Ruth Henderson
- Gisele Lindley : la princesse
- Jan Stuart Schwartz : Bust Rod, le serviteur grenouille
- Marie-Pascale Elfman : Susan B. 'Frenchy' Hercules
- Virginia Rose : Ma Hercules
- Gene Cunningham : Huckleberry P. Jones / Pa Hercules
- Phil Gordon : Flash Hercules
- Hyman Diamond : grand-père Hercules
- Matthew Bright : Squeezit & René Henderson
- Danny Elfman : Satan
- Viva : l'ancienne reine
- Joe Spinell : le père de Squeezit
- Brian Routh : Harry Kipper
- Martin von Haselberg : Harry Kipper

## Bande originale
Forbidden Zone est le premier film sur lequel travailla Danny Elfman en tant que compositeur.
- Forbidden Zone Theme, interprété par Danny Elfman et Oingo Boingo
- Some of These Days, interprété par Marie Pascale Elfman, Ugh-Fudge Bwana et Cab Calloway
- Alphabet Song, interprété par Kedric Wolfe, Phil Gordon et Toshiro Baloney
- Queen's Revenge, interprété par Susan Tyrrell et Marie Pascale Elfman
- Squeezit the Moocher, interprété par Danny Elfman, Oingo Boingo et Toshiro Baloney
- Yiddishe Charleston, interprété par Richard Elfman
- Bim Bam Boom, interprété par The Kipper Kids
- Finale, interprété par Cast, Danny Elfman et Oingo Boingo
- Pleure, interprété par Marie Pascale-Elfman
- Witch's Egg, interprété par Susan Tyrrell

## Distinctions
- Nomination au prix du meilleur film à petit budget, par l'Académie des films de science-fiction, fantastique et horreur en 1981.